# Cimitero parigino di Bagneux
Il cimitero di Bagneux (in francese Cimetière de Bagneux) è uno dei cimiteri parigini extra muros che dipendono dalla città di Parigi. Si trova nel comune di Bagneux, nel dipartimento dell'Hauts-de-Seine, il suo ingresso si trova al civico 45 in Avenue Marx-Dormoy.

## Sepolture illustri

### A
- Eugène Atget (1857-1927), fotografo.

### B
- Antoine Balpêtré (1898-1963), attore.
- Barbara (1930-1997), pseudonimo di Monique Andrée Serf, cantante e compositrice.
- Mannig Berberian (1885-1960) scrittrice e poetessa.
- Shahan Berberian (1891-1956) pedagogista
- Ossip Bernstein (1882-1962), scacchista.
- Claude Berri (1934-2009), regista, attore, produttore e sceneggiatore.
- María Blanchard (1881-1932), pittrice.
- Marcel Bleustein-Blanchet (1906-1996), pubblicitario.
- Florence Blot (1912-1994), attrice.
- Frida Boccara (1940-1996), cantante.
- Lucienne Boyer (1903-1983), cantante.
- Billy Bridge (1945-1994), cantante e compositore.

### C
- Hélène Calef (1949-2008), pianista e fondatrice de "Trio Jean Françaix".
- Henri Calef (1910-1994), regista.
- Francis Carco (1886-1958), scrittore e giornalista.

### D
- Marcel Dalio (1900-1983), attore.
- André-Louis Danjon (1890-1967), astronomo.
- Georges Darien (1862-1921), scrittore.
- Bella Darvi (1928-1971), attrice.
- Louis Delluc (1890-1924), regista, sceneggiatore e critico cinematografico.
- Charles Denner (1926-1995), attore.
- André-Adolphe-Eugène Disdéri, fotografo.

### E
- Michel Emer (1906-1984), paroliere.
- Jean Eustache (1938-1981), regista.

### F
- Ève Francis (1886-1980), attrice.

### G
- Roman Ghirshman (1895-1979), archeologo.
- Jean Girault (1924-1982), cineasta.
- Gribouille (1941-1968), cantante.
- Pierre Guffroy (1926-2010), scenografo.

### I
- Izis (1911-1980), pseudonimo di Israëlis Bidermanas, fotografo.

### J
- Alfred Jarry (1873-1907), scrittore e promotore della patafisica.

### L
- Bernarde Laffaille (1900-1955), ingegnere e inventore.
- Jules Laforgue (1860-1887), poeta.
- André Leducq (1904-1980), ciclista su strada.
- Corinne Luchaire (1921-1950), attrice.

### M
- Jacqueline Maillan (1923-1992), attrice.
- Marcel Mauss (1872-1950), antropologo, sociologo e storico delle religioni.
- Joseph Meister (1876-1940), primo paziente vaccinato da Louis Pasteur.
- Jacques Monod (1918-1985), attore.

### N
- William Nylander (1822-1899), botanico ed entomologo.

### P
- Renée Passeur (1905-1975), attrice e cantante
- Jean Paulhan (1884-1968), scrittore, editore e critico letterario.
- Claude Piéplu (1923-2006), attore.
- Léon Poliakov (1910-1997), storico e filosofo.

### R
- Jehan Rictus (1867-1933), poeta e canzoniere.
- Jules Rimet (1873-1956), creatore della coppa del mondo di calcio.
- Nicolas Rimsky (1886-1941), attore, regista e sceneggiatore russo naturalizzato francese.
- J. H. Rosny aîné (1856-1940), scrittore, saggista e filosofo.

### S
- Florent Schmitt (1870-1958), compositore francese.
- Stéphane Sirkis (1959-1999), chitarrista del gruppo Indochine.
- Georges Strohl (1839-1901), generale.

### V
- Alfred Vallette (1858-1935), scrittore e letterato.
- Jean Vigo (1905-1934), cineasta.
- Ambroise Vollard (1866-1939), gallerista e mercante d'arte.